# Estación Pomán
Pomán era una estación de ferrocarril ubicada la localidad de El Pajonal en el departamento Pomán, en la provincia de Catamarca, Argentina.

## Servicios
No presta servicios de pasajeros ni de cargas. Sus vías corresponden al Ramal A4 del Ferrocarril General Belgrano. Sus vías e instalaciones están bajo administración de la empresa estatal Trenes Argentinos Cargas.